# Lina Basquette
Lina Basquette (ur. 19 kwietnia 1907, zm. 30 września 1994) – amerykańska aktorka filmowa.

## Filmografia
- 1916: The Caravan
- 1917: Polly Put the Kettle On jako Nellie Vance
- 1929: Młoda generacja jako Birdie
- 1936: The Final Hour jako Belle
- 1991: Paradise Park jako Nada

## Wyróżnienia
Posiada swoją gwiazdę na Hollywoodzkiej Alei Gwiazd.